# 粵軍第一師諸先烈紀念碑
粤军第一师诸先烈纪念碑，位于中国广东省广州市天河区兴华街道建武社区燕岭路牛眠岗，为广州市的一个省级文物保护单位，类型为近现代重要史迹及代表性建筑，公布时间为2022年7月。纪念碑的历史年代为1937年。

## 歷史

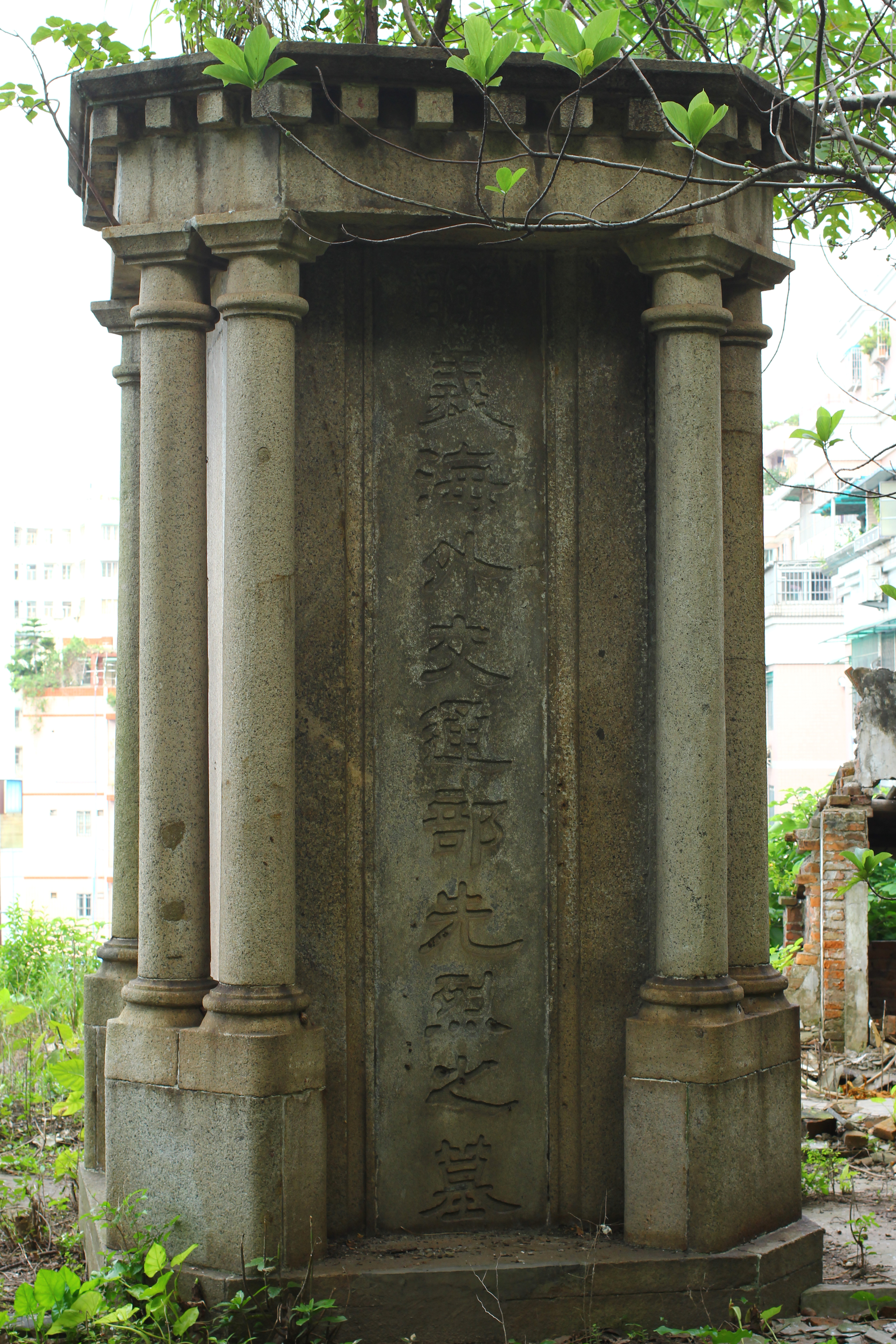
聯義海外交通部先烈之墓

牛眠崗一帶原為粵軍第一師及擴編後國民革命軍第四軍的陣亡將士墳場，名為粵軍第一師烈士陵園，這是為了紀念在東征和北伐戰爭中犧牲的第四軍將士而修建的。在最初，紀念碑周圍是井然排列的將士墓。
民國廿八年（1939年）9月，中華民國國民政府整飾墓園，並在園內興建粵軍第一師諸先烈紀念碑。在碑前不遠即粵軍第一師烈士陵園，呈斜坡狀，橫豎排列，整齊劃一，星羅棋布；國府在整飾時，分別在諸先烈的靈位前豎立一尊尊立體小瓷像（景德鎮制），一律戎裝穿戴，造形逼真；瓷像均註明軍階、姓名。國府把陵園佈置得方陣森嚴，軍容整齊，冀慰部屬忠魂，又能壯革命軍威，場面與兵馬俑有些相似，格局大致與十九路军淞沪抗日阵亡将士陵园一樣。
粵軍第一師諸先烈紀念碑建於民國廿八年（1939年）9月，建築坐東向西，呈方錐形，外砌花崗石，內為鋼筋混凝土結構。碑高38米，底層建築面積197平方米，共九層，分上下部分。下部一至三層為四方台基座，底部外邊長15.2米，四周建有氣窗，寬15.2米、深12.9米；上部四至九層為四方尖頂碑身第4層邊長各6米，逐層有收分。首層為一大廳，側有旋梯，可上頂層。碑面向西，碑身正面鐫刻「粵軍第一師諸先烈紀念碑」11個大字，及「中華民國二十八年九月」年款，由蔣介石所題，碑身頂部刻有巨型的中國國民黨青天白日徽。
1920年秋，為推翻盤據廣東的桂系軍閥，掃除北伐的障外，經辛亥革命元老何子淵、姚雨平等人多方斡旋，何貫中、鄧仲元等將領奉孫大元帥之命由福建率師回粵，先成功取得潮州、汕頭，及後在惠州淡水與敵軍展開激戰，因寡不敵眾，被桂軍重重包圍，最後因彈盡援絕，鄧仲元等人突圍成功，但何貫中不幸身負重傷被俘。桂軍因懾於貫中所任軍職，只好將他用擔架抬送至廣東醫院（現廣州市第一人民醫院）實施搶救，後終因傷勢過重犧牲，時年32歲。敵軍隨後將其遺體葬廣州北郊，到民國十年（1921年），何子淵到廣州公幹，見到當時已擔任非常大總統的孫中山，孫特授意何子淵將何貫中烈士遺骸遷葬廣州東門外二望岡「陸軍忠烈祠」對面——浸水山安葬，著名歷史學家羅師揚（幼山）曾親為何貫中烈士作傳併題寫碑文。何貫中的侄女何瑛（國民革命軍154師梁世驥中將師長夫人）每年都會帶著親屬前往墓園拜祭，直至中共建政後的1959年秋，其家人發現貫中墓已被破壞搗毀，銘碑下落不明。
1950年代，墳場成為橡膠試驗站，後改為露天倉庫，墳場部分被毀壞。文化大革命期間，墳場內的墓穴幾乎全數被毀，將士們屍骨無存，只餘紀念碑和幾塊零星的墓碑，而碑上高高的青天白日徽和碑文（另含基座兩處）亦被鑿平。至1986年，廣州市人民政府重修該碑，碑體上的青天白日徽和蔣介石題碑文及上款用水泥補回。1993年被公佈為廣州市重點文物保護單位，由廣州市文物考古研究所管理使用。
2004年起，廣州市、區政協委員多次提案，要求修復粵一師紀念碑並將其建成紀念公園。2010年，廣州市文物考古研究所對紀念碑本體進行了維修加固，但沒有對保護範圍及建設控制地帶（含周邊環境）內進行整治。2011年，廣州市文化廣電新聞出版局依據《文物保護法》和《廣州市博物館紀念館改革總體方案》的規定要求，擬將粵軍第一師諸先烈紀念碑移交廣州市民政局管理使用。
現紀念碑的左後方尚另有一「聯義海外交通部先烈之墓」（此墓据说是辛亥革命时期南洋华侨革命人士筹集资金和军用物资来广州支援革命时，海船遇难牺牲，纪念此事而建的墓穴，又称“华侨交通先烈之墓”），高約三米，八角形狀。墳場大部分地方已被用作興建商住樓盤鴻燕居，還有一角被小區圍作花園。墳場也曾用作駕駛學校的學車訓練場。2010年11月，中山大學附屬腫瘤醫院興建新大樓並且發現烈士伍漢持的遺骨，後將其暫轉於粵軍第一師諸先烈紀念碑旁安放，2012年3月底移回。

## 墓園現狀

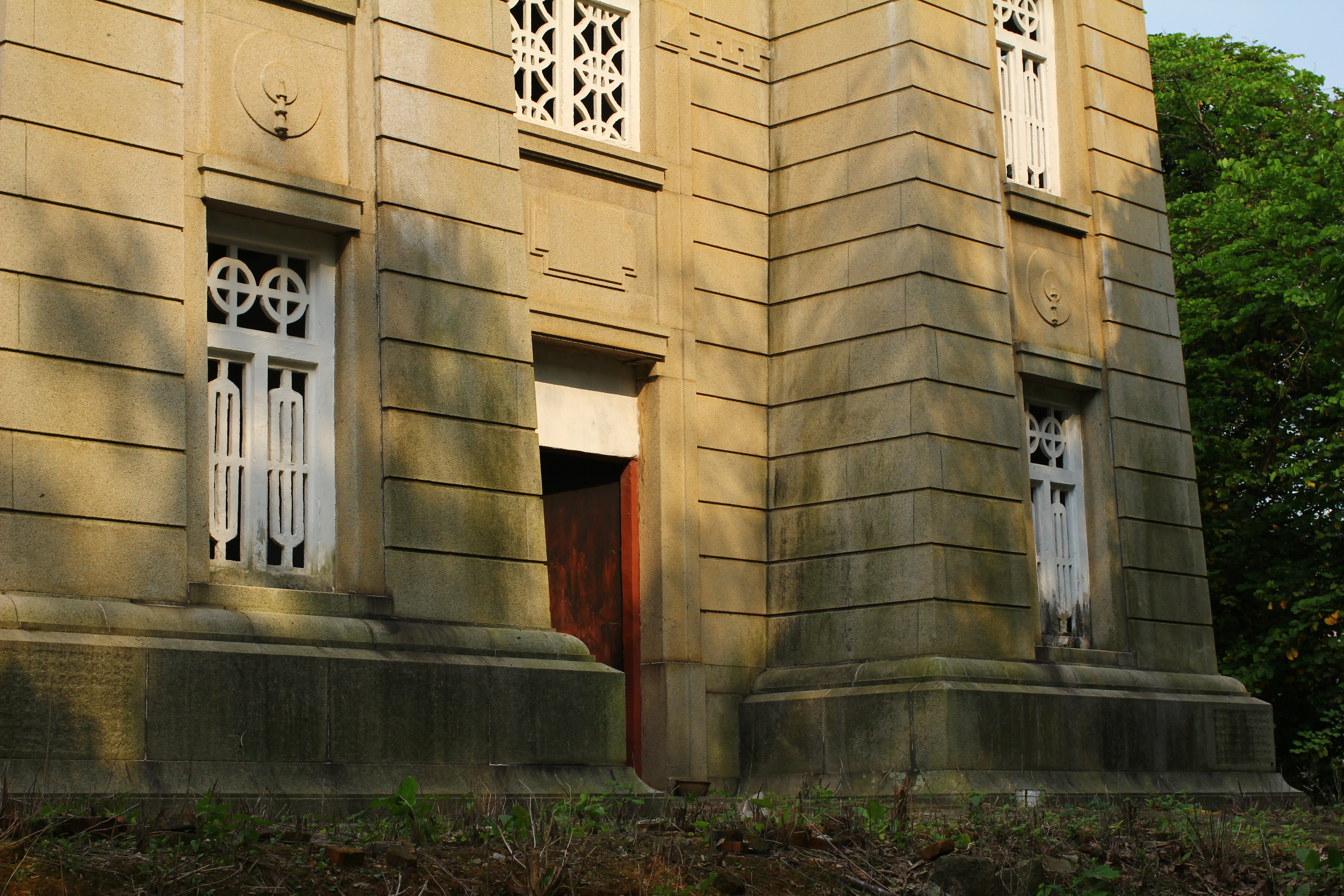
紀念碑入口
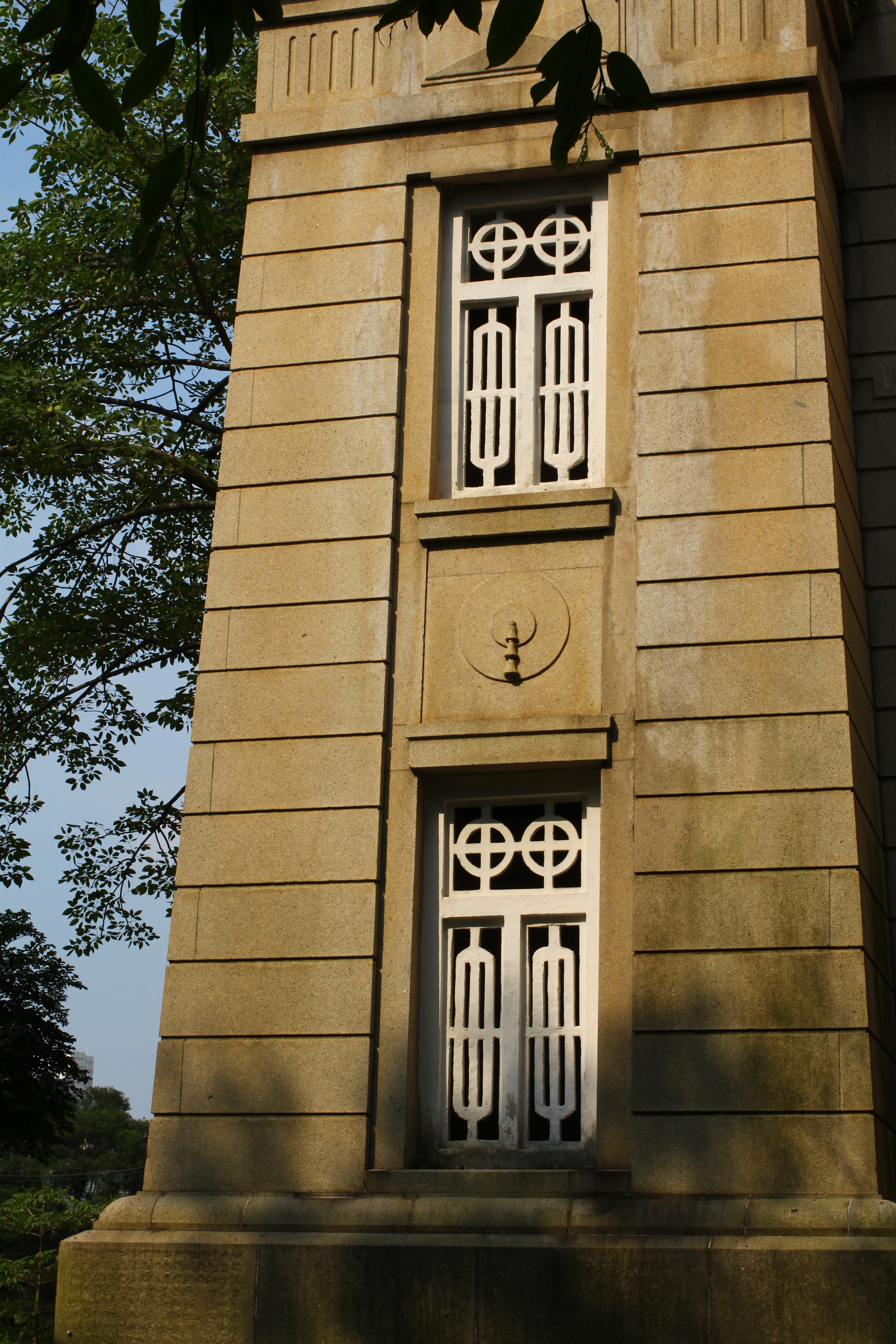
紀念碑基座左側
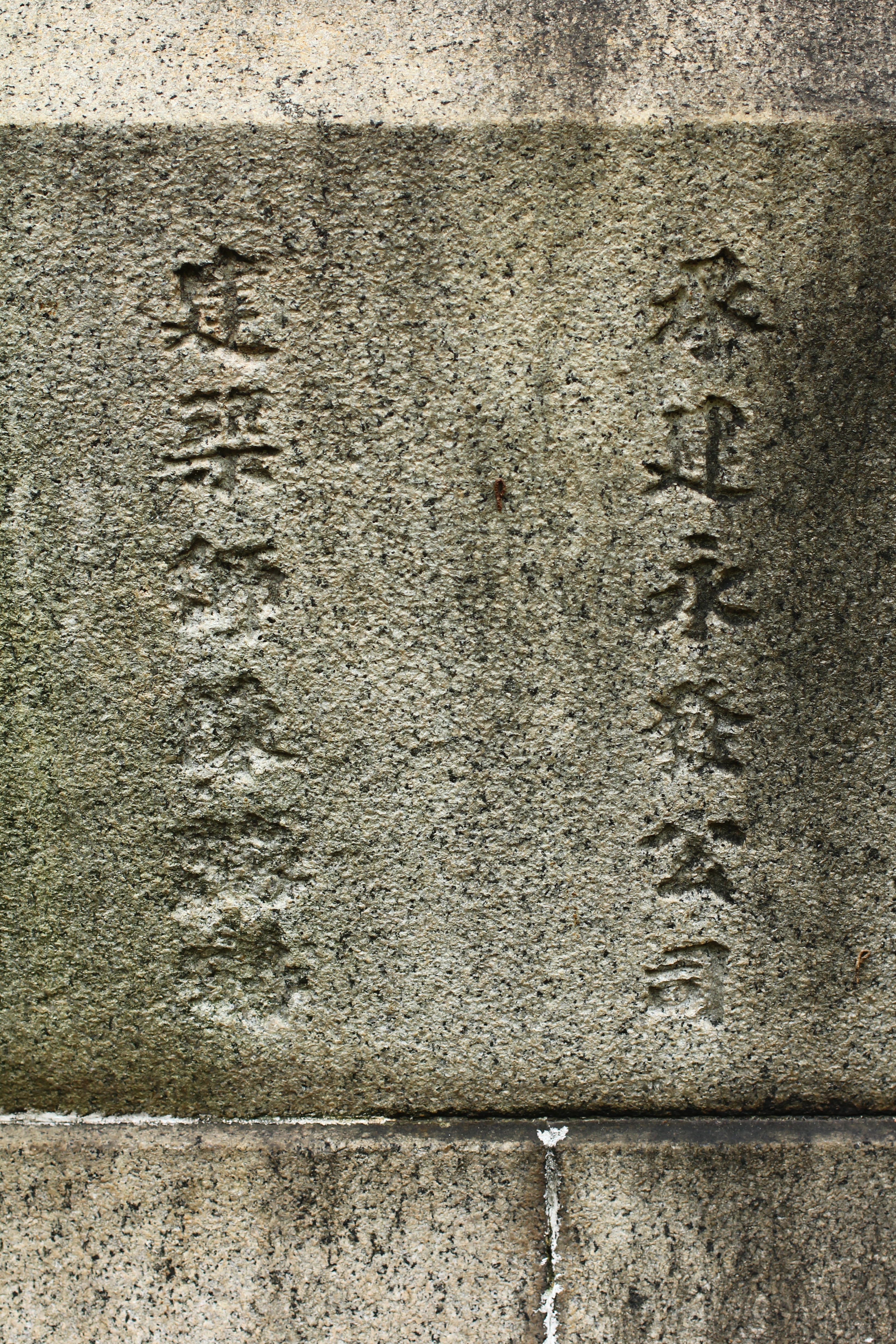
紀念碑基座建築師及承建商碑文。文化大革命時建築師的名字被鑿除。
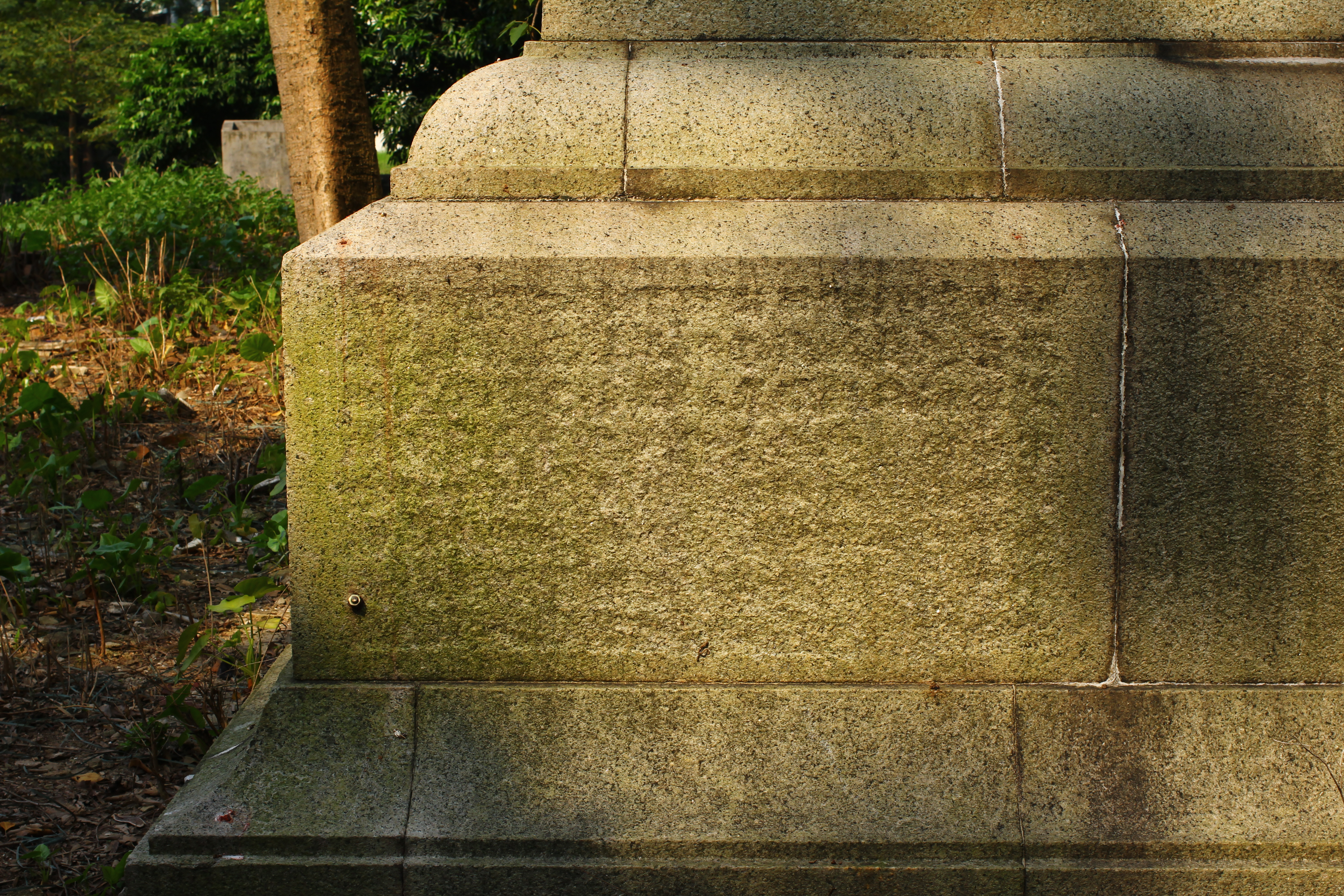
基座左側被鑿除的碑文
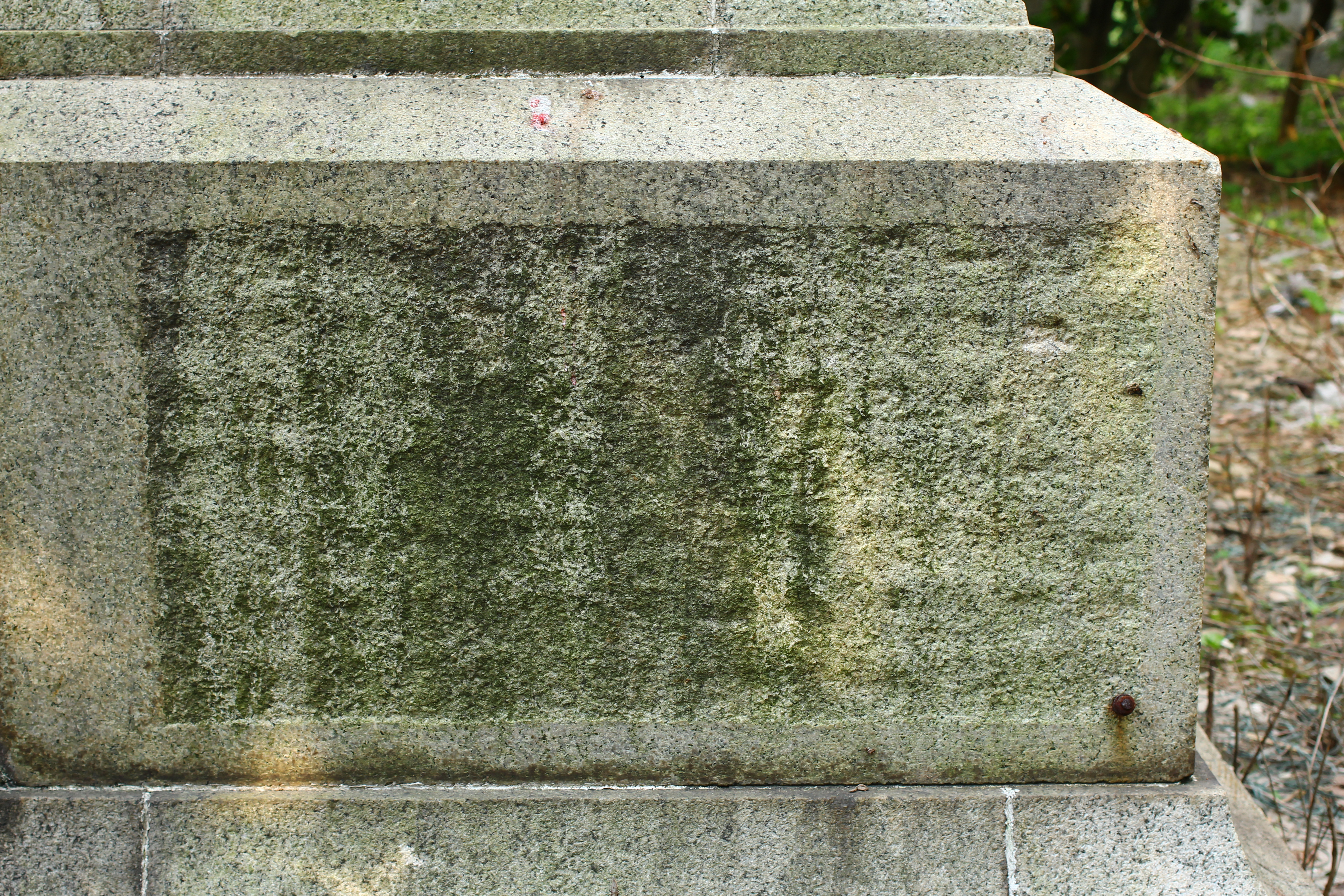
基座右側被鑿除的碑文
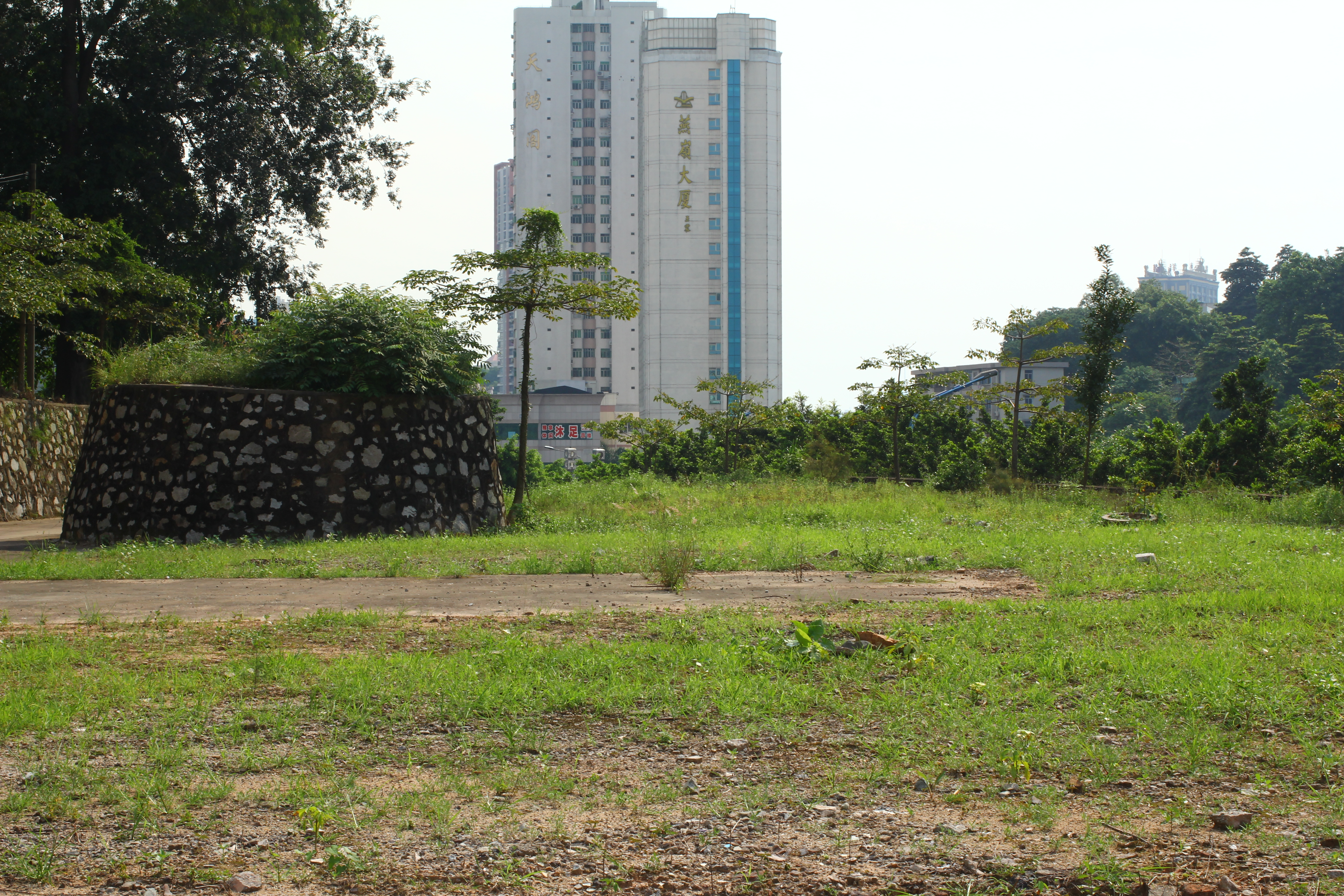
園內空地
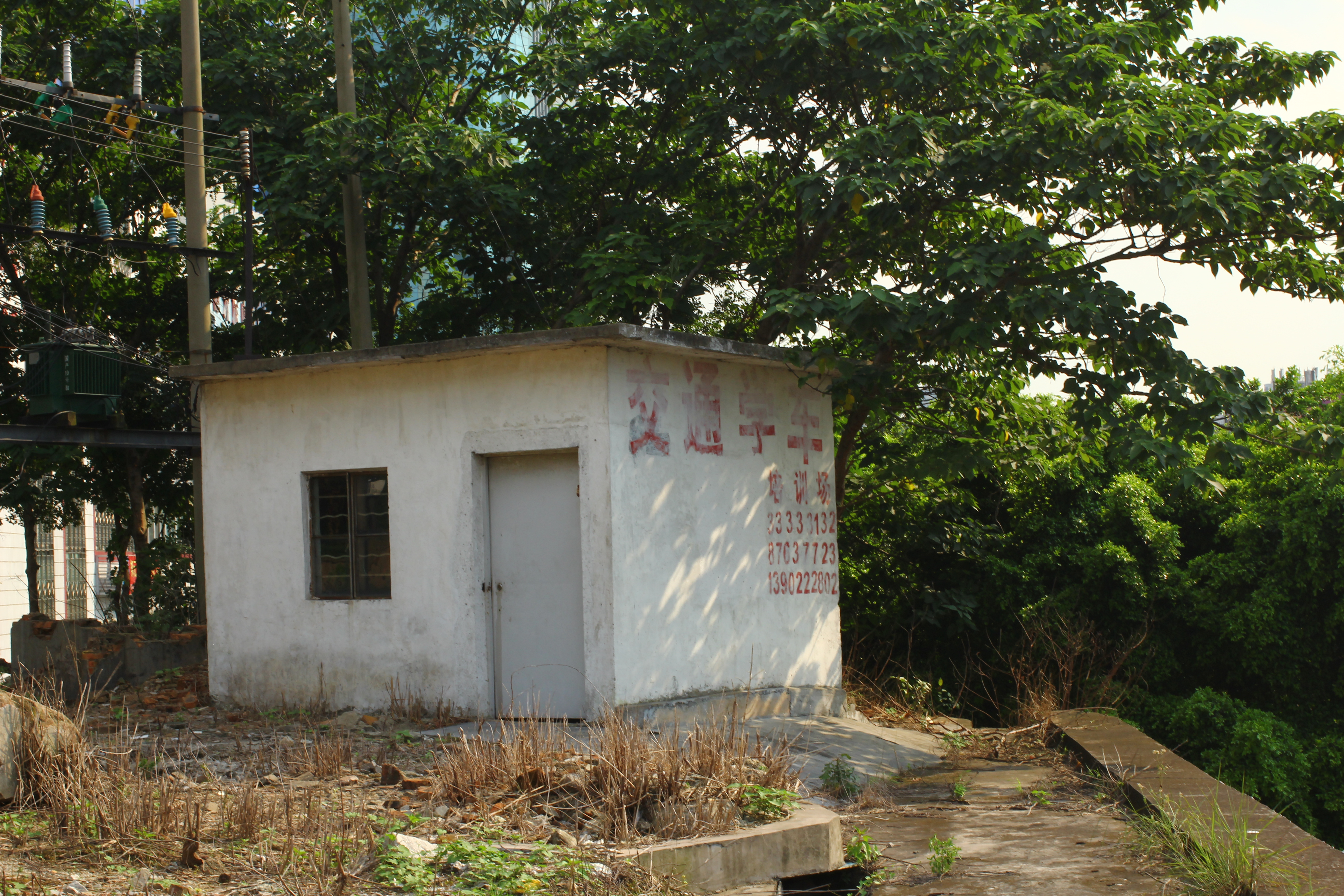
西北角，可見陵園被夷平後曾被用作駕校的訓練場。
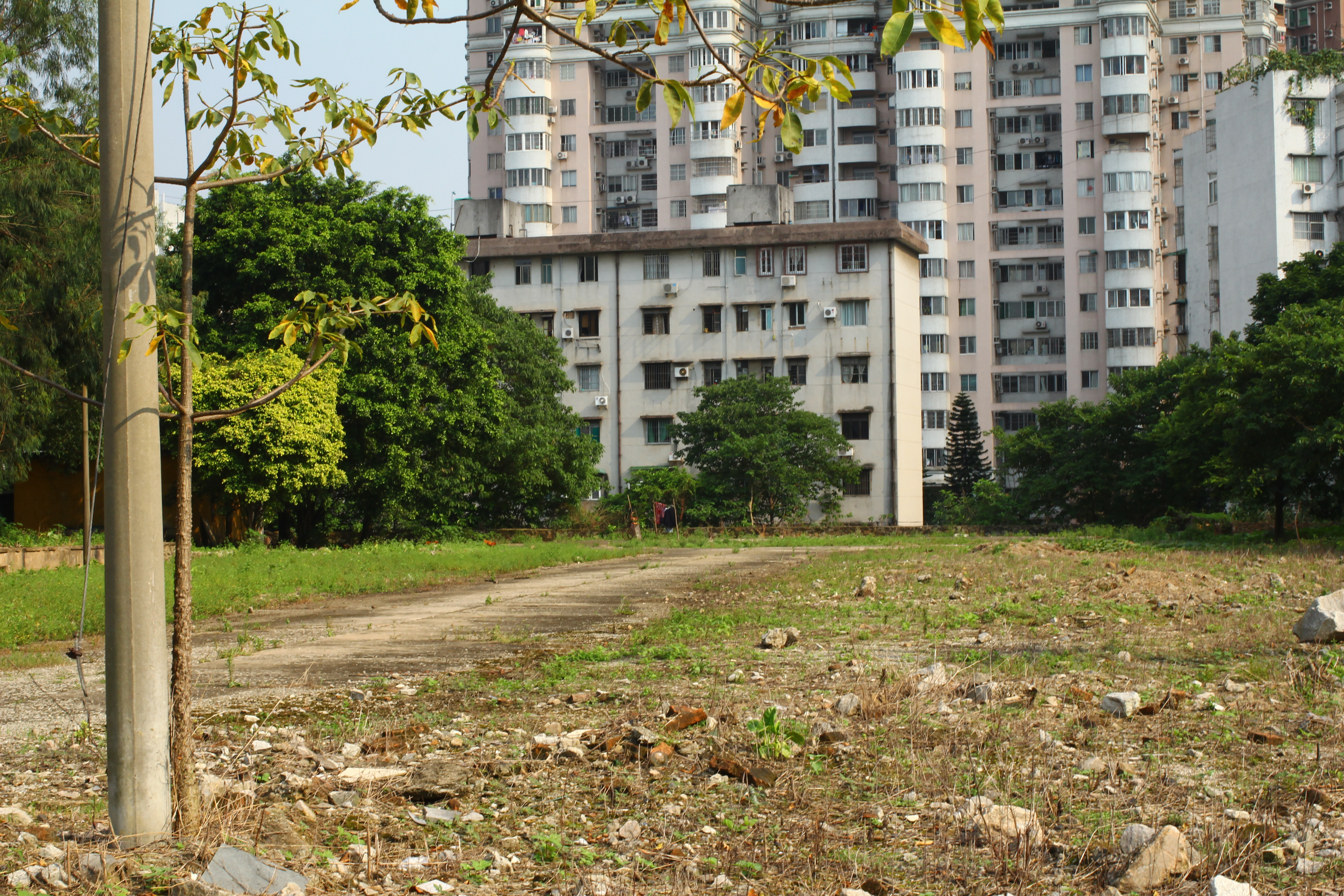
西側空地
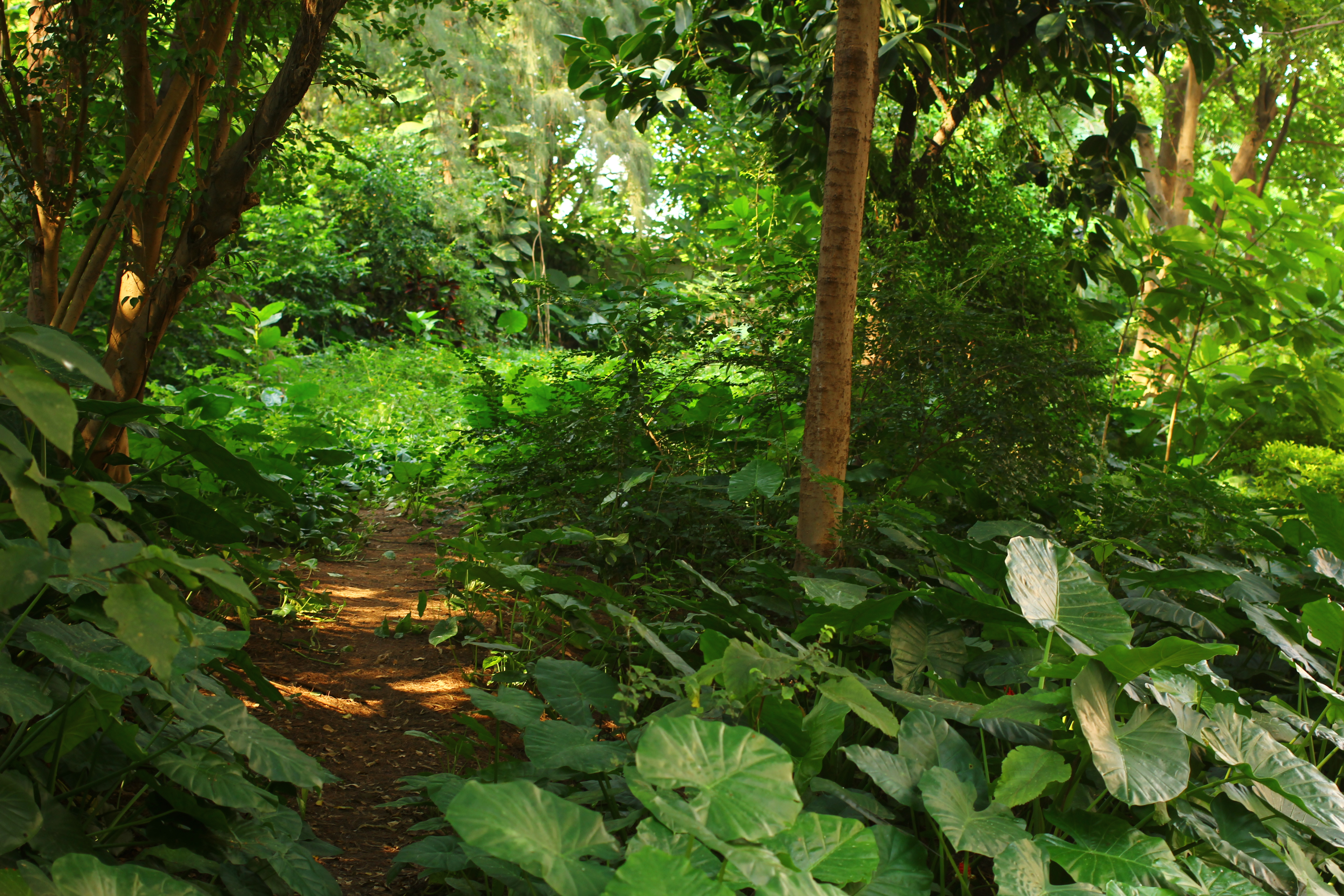
南側被佔用的空地